# Fleet Rehabilitation and Modernization

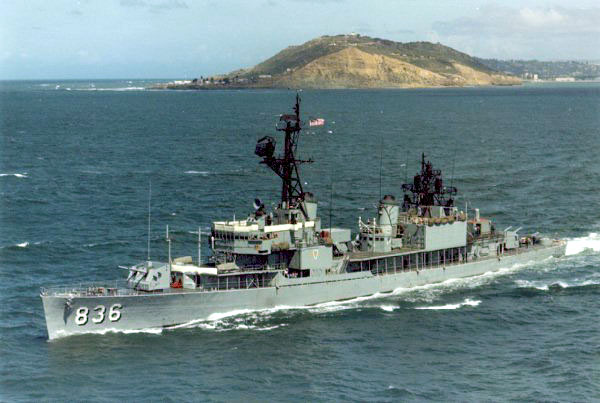
Le USS George K. MacKenzie (DD-836), après sa conversion en FRAM I

Le programme FRAM (Fleet Rehabilitation and Modernization - Programme de réhabilitation et de modernisation de la flotte) de la marine américaine (US Navy) a permis de prolonger la durée de vie des destroyers de la Seconde Guerre mondiale en faisant passer leur mission d'attaque de surface à celle de chasseur de sous-marins. Le programme FRAM concernait également les croiseurs, les porte-avions, les sous-marins, les navires amphibies et les navires auxiliaires. Les garde-côtes américains ont également utilisé ce terme dans les années 1980 pour la modernisation de leurs cotres de la classe Hamilton.

## Contexte
Le programme a été lancé par l'amiral Arleigh Burke en réponse aux estimations selon lesquelles la marine soviétique disposerait d'une force d'environ 300 sous-marins modernes d'attaque rapide d'ici 1957. La marine américaine n'était pas en mesure de produire assez rapidement des destroyers d'escorte (rebaptisés frégates après 1975) et d'autres navires de lutte anti-sous-marine pour contrer cette menace, compte tenu de ses autres priorités, à savoir de nouvelles frégates de lutte antiaérienne (rebaptisées croiseurs après 1975) et des porte-avions, de sorte que l'amiral Burke a cherché à modifier les destroyers existants de la Seconde Guerre mondiale, qui devenaient de toute façon rapidement obsolètes.
Burke a supervisé la préparation d'un rapport destiné aux commissions des finances de la Chambre des représentants et du Sénat, intitulé "The Aging Fleet" (La flotte vieillissante). L'idée qui est devenue le FRAM n'était que l'une des six recommandations d'un comité spécial chargé de remédier aux mauvaises conditions matérielles des navires construits pendant la Seconde Guerre mondiale. Ces recommandations étaient, par ordre de préférence
- Construire de nouveaux navires,
- Accorder plus de temps à l'entretien,
- Réaliser des révisions plus importantes,
- Fournir plus d'argent pour l'entretien,
- Améliorer la formation du personnel de maintenance, ou
- Créer un programme de modernisation et de réhabilitation à grande échelle pour combler le vide jusqu'à ce que de nouveaux navires puissent être construits.

Le secrétaire américain à la Marine, Thomas S. Gates, a adopté la dernière recommandation lors d'une réunion avec le secrétaire américain à la Défense, Neil Hosler McElroy, le 11 novembre 1958.
Un programme comparable pour la Royal Navy avait permis de modifier 33 destroyers britanniques du War Emergency Programme, qui ont été transformés entre 1949 et 1956 en 23 frégates de lutte anti-sous-marine de premier rang de type 15 et en 10 frégates de type 16 à conversion limitée, en attendant la construction de nouvelles frégates de type 12 et de type 14.

## Les destroyers FRAM

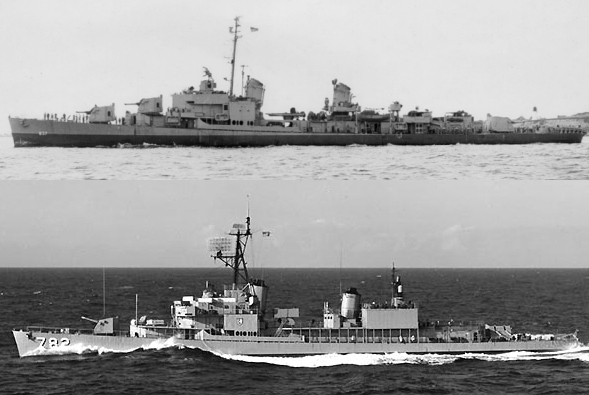
Deux destroyers de la classe Gearing, tels que livrés et après FRAM I

Parmi les destroyers, la conversion des classes Gearing et Allen M. Sumner a eu la priorité sur les classes Fletcher et Benson. La conversion des destroyers s'appuie sur l'expérience acquise avec les destroyers de la classe Fletcher modernisés en vue de leur transfert à l'Espagne et à l'Allemagne en 1957. Les deux premiers destroyers sont entrés en FRAM dans les chantiers navals de Boston (Massachusetts) et de Long Beach (Californie) en mars 1959shipyards in March 1959.
Dans l'argot de la marine, les destroyers modifiés étaient appelés "FRAM cans", "can" étant une contraction de "tin can", le terme argotique désignant un destroyer ou un petit destroyer d'escorte.
Afin de doter les navires d'une arme anti-sous-marine crédible, la mise à niveau FRAM I de la classe Gearing s'est concentrée sur l'ajout d'un sonar AN/SQS-23 et de deux nouveaux systèmes d'armes, le lanceur de torpilles à roquette (missile) ASROC d'une portée de 1,5 à 8 km (pas dans les mises à niveau FRAM II) et l'hélicoptère anti-sous-marin DASH (Drone Anti-Submarine Helicopter) d'une portée allant jusqu'à 35 km. [Les deux étaient armés de la nouvelle torpille Mark 44, qui était également transportée dans les tubes lance-torpilles des navires de guerre. L'ASROC pouvait également lancer une charge nucléaire en profondeur.
Il y a eu trois séries différentes de mises à niveau du FRAM. Lors de la refonte au début des années 1950, les destroyers FRAM I de la classe Fletcher ont abandonné les affûts de canon n° 2, 3 et 4 de calibre 5 pouces/38, ne laissant que les deux affûts sur le pont principal. Un affût Hedgehog Mark 15 entraînable a pris la place de l'affût de canon n° 2, relié à un nouveau sonar agrandi. Tous les tubes lance-torpilles de 21 pouces (533 mm) ont été retirés et remplacés par deux tubes montés dans le rouf arrière. Un double canon de 3 pouces/50 a été placé à l'arrière, au sommet du rouf arrière. Il y eut des variantes comme sur le USS Boyd (DD-544), à qui on avait retiré les affûts 3 et 4 de 5 pouces/38 en échange de deux affûts de canon jumeaux de 3 pouces/50 calibres au-dessus du rouf arrière, reliés à un directeur arrière contrôlé par ordinateur. Les modifications du FRAM II ont vu le remplacement de l'affût Hedgehog par un lance-roquettes ASW Mark 108 Weapon Alpha, l'ajout de deux nouveaux tubes lance-torpilles triples Mark 32 pour la torpille de 12,75 pouces (324 mm) Mk.44 et la suppression des canons de 3 pouces pour le hangar DASH et le pont d'envol. Les seuls destroyers de la classe Fletcher à recevoir la mise à niveau FRAM II sont USS Radford (DD-446), USS Jenkins (DD-447) et USS Nicholas (DD-449).

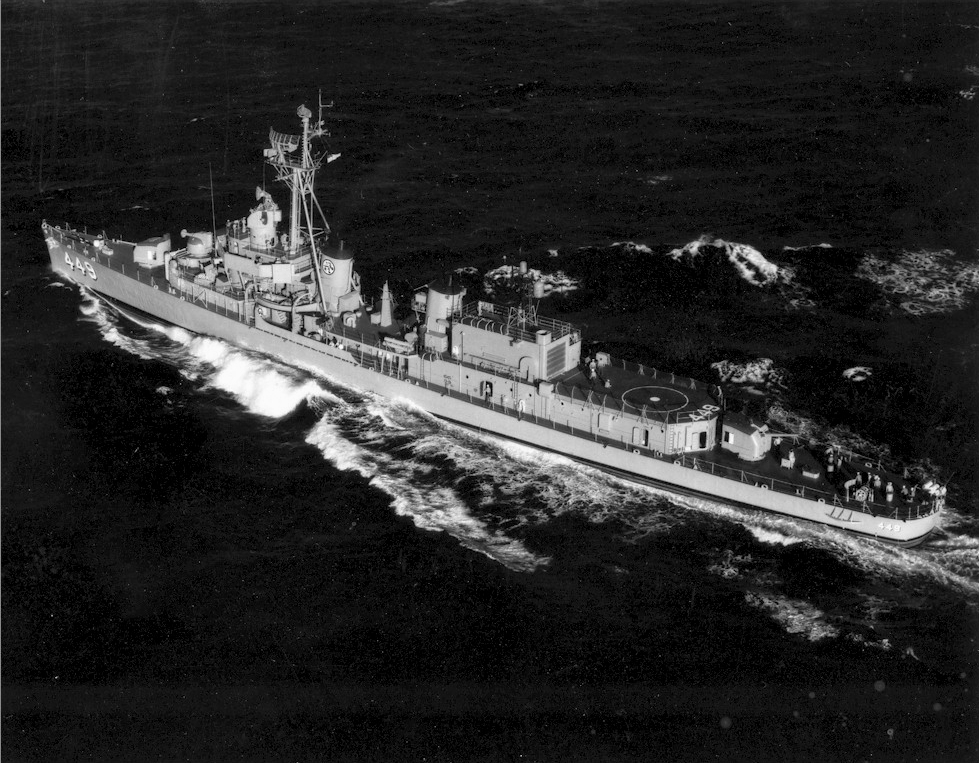
Le, un destroyer de la classe Fletcher, après sa mise à niveau FRAM II.

Les navires de la classe Gearing ont été entièrement démantelés et reconstruits à partir de la coque, avec de nouveaux moteurs, un centre d'information de combat beaucoup plus grand et de nouveaux systèmes de sonar et de radar. Les tubes lance-torpilles de 21 pouces situés entre les cheminées ont été supprimés et remplacés par un lanceur ASROC de 8 missiles (FRAM I uniquement). Tous les affûts de canon de 3 pouces/50 cal furent retirés, et la superstructure arrière fut utilisée pour le hangar et le pont d'envol du DASH, avec deux nouveaux tubes lance-torpilles triples Mark 32 pour la torpille de 12,75 pouces Mk.44 placés juste derrière la cheminée arrière. Cette modernisation était destinée à prolonger la durée de vie du destroyer d'au moins huit ans. Finalement, tous les Gearing sauf trois ont été convertis en FRAM I ou FRAM II.

## FRAM II

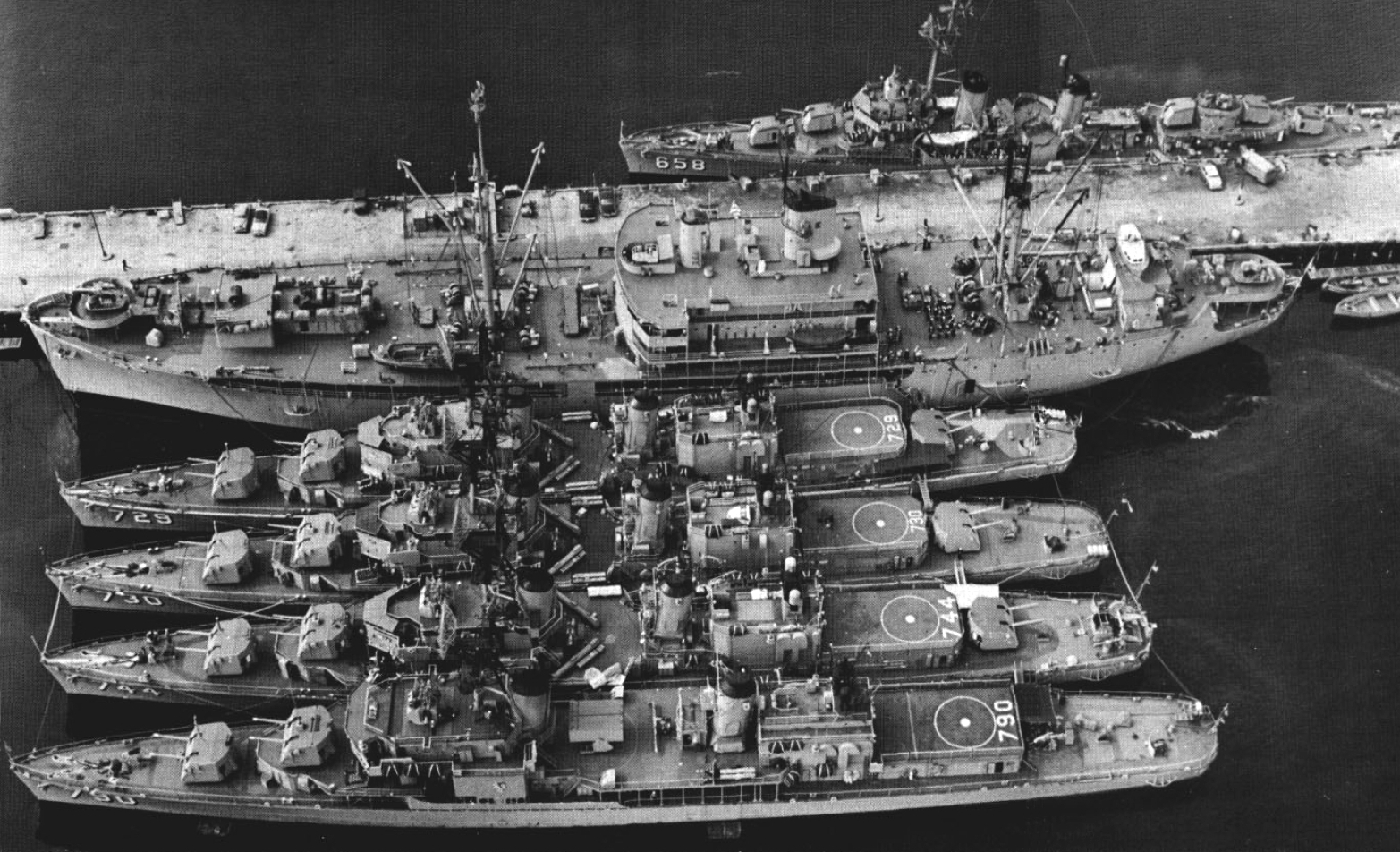
avec les, et, modernisés par FRAM II. Le, le plus proche de la caméra, a reçu le FRAM I (notez le lanceur ASROC sur le pont central).

Les navires de la classe Allen M. Sumner n'ont reçu que des modifications d'armement dans le cadre du FRAM II, et tous les navires de la classe n'ont pas reçu les améliorations du FRAM. Bien que le pont arrière ait également été converti en pont d'envol pour le DASH, les nouveaux tubes lance-torpilles triples de 12,75 pouces ont été placés là où se trouvaient les anciens tubes de 21 pouces, et l'ASROC n'a pas été installé. En règle générale, les trois supports jumelés de 5 pouces/38 ont été conservés. En outre, deux nouveaux tubes lance-torpilles de 21 pouces ont été ajoutés pour la torpille à tête chercheuse Mark 37 et le sonar à profondeur variable (VDS). Les Allen M. Sumner convertis ont été conçus pour cinq années de service supplémentaires.
Seize Gearing furent également convertis dans le cadre du FRAM II. Il s'agit de six destroyers de piquet radar (DDR) et de six destroyers d'escorte (DDE) qui ont conservé leur équipement spécialisé (radar ou Hedgehog entraînable), ainsi que de quatre anciens DDR qui ont été convertis en quasi-doubles destroyers de la classe Allen M. Sumner FRAM II. Aucun FRAM II Gearing n'a reçu d'ASROC. Les DDR conservèrent leurs six canons de 5 pouces, et des photographies montrent que leur hangar DASH était plus petit que sur les autres navires, et que la plate-forme d'atterrissage n'avait pas de marquage, de sorte qu'ils n'ont peut-être pas reçu le DASH.
Toutes les classes ont été révisées dans le cadre du programme FRAM II à partir de 1959, après avoir été retirées du service afin de maintenir le plus grand nombre possible de navires en mer. Les améliorations ont été achevées en 1965, et la plupart des navires concernés ont continué à servir activement jusqu'à la fin des années 1960.

## Résumé des destroyers FRAM
Au total, 95 Gearings et 33 Allen M. Sumners ont reçu des modifications FRAM entre 1960 et 1965. Bon nombre de ces navires ont apporté un soutien important en matière de tir pendant la guerre du Viêt Nam. Le DASH a été retiré du service anti sous-marine (ASW) à partir de 1969 en raison de sa faible fiabilité. En l'absence d'ASROC, les Allen M. Sumner n'avaient pas de capacité ASW à distance et ont été désarmés entre 1970 et 1973, la plupart d'entre eux ayant été transférés à des marines étrangères. Les Gearing sont restés un peu plus longtemps en service aux États-Unis, la plupart d'entre eux ayant été retirés du service et transférés à des marines étrangères entre 1973 et 1980. Les destroyers FRAM ont été remplacés en tant que navires ASW par les frégates de la classe Knox (destroyers d'escorte avant 1975), qui ont été mises en service de 1969 à 1974, et par les destroyers de la classe Spruance, qui ont été mis en service de 1975 à 1983. Les deux classes de remplacement disposaient du même armement ASW qu'un destroyer Gearing FRAM I, avec en plus des recharges ASROC plus nombreuses et plus rapides, un sonar amélioré et un hélicoptère piloté, généralement le Kaman SH-2 Seasprite.
Certains navires des classes Allen M. Sumner (à partir de 1965) et Gearing (à partir de 1973) ont servi dans la Naval Reserve Force (NRF), restant en service avec un équipage actif partiel pour assurer la formation des réservistes de la marine. Le dernier destroyer FRAM en service dans la marine américaine était le USS William C. Lawe (DD-763), un Gearing FRAM I, désarmé et détruit le 1er octobre 1983 et utilisé comme navire-cible le 14 juillet 1999,.

## Porte-avions FRAM II
Les porte-avions de la classe Essex modifiés pour la lutte anti-sous-marine ont reçu la mise à niveau SCB 144 en 1960-1964 dans le cadre du programme FRAM II. Ils ont reçu un sonar AN/SQS-23 monté à l'avant, ainsi que des affichages améliorés dans le Centre d'information de combat.

## Source
- (en) Cet article est partiellement ou en totalité issu de l’article de Wikipédia en anglais intitulé « Fleet Rehabilitation and Modernization » (voir la liste des auteurs).